# Serge Tribolet
Serge Tribolet, né le 21 février 1961 dans le 4e arrondissement de Lyon et mort le 5 mai 2014 à Paris,, était un psychiatre français des hôpitaux à Paris et docteur en philosophie. Influencé par la religion et le mysticisme, il est une figure de l'antipsychiatrie française.

## Parcours universitaire
Serge Tribolet obtient un doctorat en médecine complété d'un diplôme d'études spécialisées de psychiatrie en 1992 à Strasbourg. Il poursuit ces études médicales avec un DEA en psychanalyse à l'université Paris VIII puis un DU de criminologie appliqué à l'expertise pénale à l'université Paris V (1996). Il s'engage ensuite dans des études de philosophie à l'université Paris IV où il obtient un DEA en 2001, puis un doctorat en 2007. Sa thèse de doctorat est intitulée : Penser l'extériorité de la pensée : interprétation de l’intelligible chez Plotin. L'auteur y soutient que « l’extériorité de la pensée dans le sens d’un au-delà de la pensée [est] inaccessible à la pensée elle-même. » Il explore à partir des textes de Plotin la question « Qui pense lorsque nous disons : « je pense » ? ».

## Activités
En plus de son activité médicale, il est auteur, enseignant et conférencier. Ses recherches se situent à la croisée de la psychiatrie et de la philosophie. Outre ses publications spécialisées, il est connu pour ses interventions et écrits sur la psychiatrie et sur le thème de la folie. Il est membre du comité de rédaction de la revue Nervure, Journal de psychiatrie.
Son Guide pratique de psychiatrie est depuis plus de vingt ans un ouvrage de référence.

## Remise en question du concept de délire
Influencé par la religion, et en tant que psychiatre spécialiste des schizophrénies, il conteste la médicalisation à outrance des « sujets-perçus-comme-délirants ». Il déclare ainsi que la psychiatrie moderne est une « imposture intellectuelle ». Dans, La folie, un bienfait pour l'humanité, il estime que ceux qui souffrent de cette maladie expriment une réalité qu'eux-seuls connaissent, qu'ils ne doivent pas seulement être écoutés mais aussi entendus. Il remet surtout en cause le délire à thématique mystique, estimant que les patients délirants ont bel et bien accès à de véritables réalités mystiques.
Dans Bien réel le surnaturel. Et pourtant… il développe l'idée que les « schizophrènes » (au sens sémiologique), ont un rapport au surnaturel, à Dieu. Serge Tribolet évoque notamment le « don de divination », que Socrate définissait comme : la capacité pour la « personne délirante » à « accéder au passé, au présent et à l'avenir ». Serge Tribolet cite Socrate qui dans le Timée indique que « C'est bien à l'infirmité de la raison humaine que Dieu a fait don de divination », ce qui signifie dans la pensée de Serge Tribolet que les gens "non-schizophrènes" ont cette incapacité, ce manque, de pouvoir "paranormal" ; ils n'ont pas accès à la divination. 
Dans son dernier livre Le privilège de la folie l'auteur propose un autre discours sur la folie.

« J'affirme qu’il existe dans la maladie mentale un quelque chose, propre à la folie, un quelque chose à reconnaitre comme l’expression d’une capacité supérieure. La folie ne doit pas être confondue avec la maladie mentale. Strictement humaine, elle ne peut être réduite au corps ni aux fonctions psychiques. Elle porte un savoir sur l’humanité. Elle est spécifiquement humaine parce qu’elle est en quelque sorte surnaturelle au sens philosophique du terme et concerne l’humanité ! Cette dernière n’est pas la collectivité des humains mais l’individualité la plus extrême. Elle n’est pas un degré supérieur de l’animalité, ni une ou plusieurs capacités physiques, biologiques, intellectuelles ou psychologiques ajoutées. Strictement humaine parce non-animale c’est-à-dire non-biologique, non-physique, non-psychologique. L’humanité est un inaccessible, un irréductible, elle est comme Dieu en nous.
La science rejette ce qu’elle ne peut atteindre. Je veux montrer comment l’homme traverse un monde inconnu, trop absorbé dans sa quête de certitudes, trop entravé dans ses convictions, enchaîné par les liens que lui fabrique sa raison. Sa raison, justement… parlons-en.
Un regard est toujours posé sur chacun de nous, un regard ne venant précisément d’aucun œil. Regard imprécis comme celui de la foule, des spectateurs au théâtre, regard imbécile de la société à l’égard de la Folie.
Être homme c’est être plus qu’un homme. Ma pratique psychiatrique et ma formation philosophique m’ont très vite conduit à considérer la Folie comme l’étape essentielle dans la recherche de l’humanité en l’homme. L’homme n’est véritablement homme que dans la Folie. Nous sommes au plus près de l’humanité lorsque nous approchons de ces phénomènes incroyables, de ces propos incompréhensibles, de ces expériences insensées par lesquels s’exprime la Folie. »